# Jan Marsisbrug
De Jan Marsisbrug (bruggen 309/310) zijn vaste bruggen in Amsterdam-Noord al lijkt er sprake te zijn van één brug. De overspanning bestaat uit twee delen, een deel voor snel (gemotoriseerd) verkeer en een deel voor langzaam (voetgangers en fietser) verkeer. Ze liggen ten zuidwesten van de boerderij Bloemendalergouw 13, een rijksmonument.
Ze zijn gelegen in de Bloemendalergouw. Deze weg (gouw betekent landweg) vormt de verbinding tussen de dorpskernen Ransdorp en Holysloot en schampt daarbij de oevers van het Kinselmeer in landelijk Noord. De bruggen overspannen de Jan Massensloot, vernoemd naar boerderijhouder Jan Marsis (de naam is later verbasterd tot Massen). De bruggen stonden tot 2017 bekend als brug 67P, een verwijzing naar onderhoud/beheer door provincie of rijk. De kunstwerken zijn "vast", een verschil ten opzichte van de andere bruggen in de buurt, die veelal een ophaalbrugconstructie hebben.
Er ligt hier al jaren een brug, de brug is te zien op een landkaart uit 1850 en een foto uit 1922. De huidige bruggen (gegevens 2018) zijn van recenter datum. De bruggen leunen op een fundering van stalen damwanden (voet- en fietsbrug) en beton (autobrug). Die stevige fundering leidt er wel toe, dat de brug steeds hoger in het landschap komt te liggen. De bodem rondom de brug bestaat uit veen, dat inklinkt. Wat ook wijst op een relatief nieuwe brug, is dat ze is uitgevoerd in de standaardkleuren van gemeente Amsterdam, wit en blauw.
In december 2017 heeft de Centrale Dorpenraad een verzoek ingediend de brug voor snelverkeer (309) te vernoemen naar Jan Massen/Jan Marsis, hetgeen 9 november 2018 ingewilligd werd.

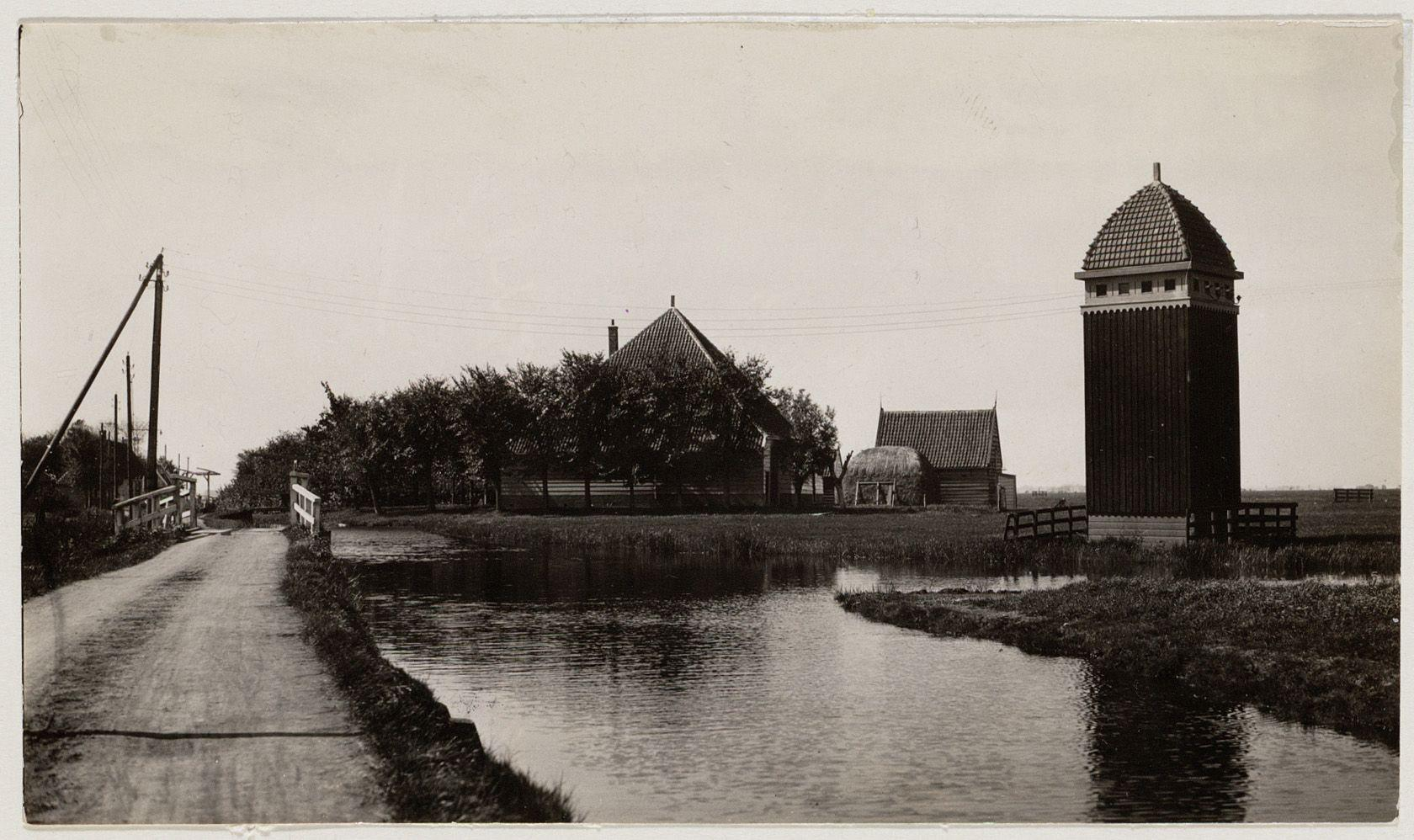
De brug 309/310 in 1922; het transformatorhuis rechts is later gesloopt

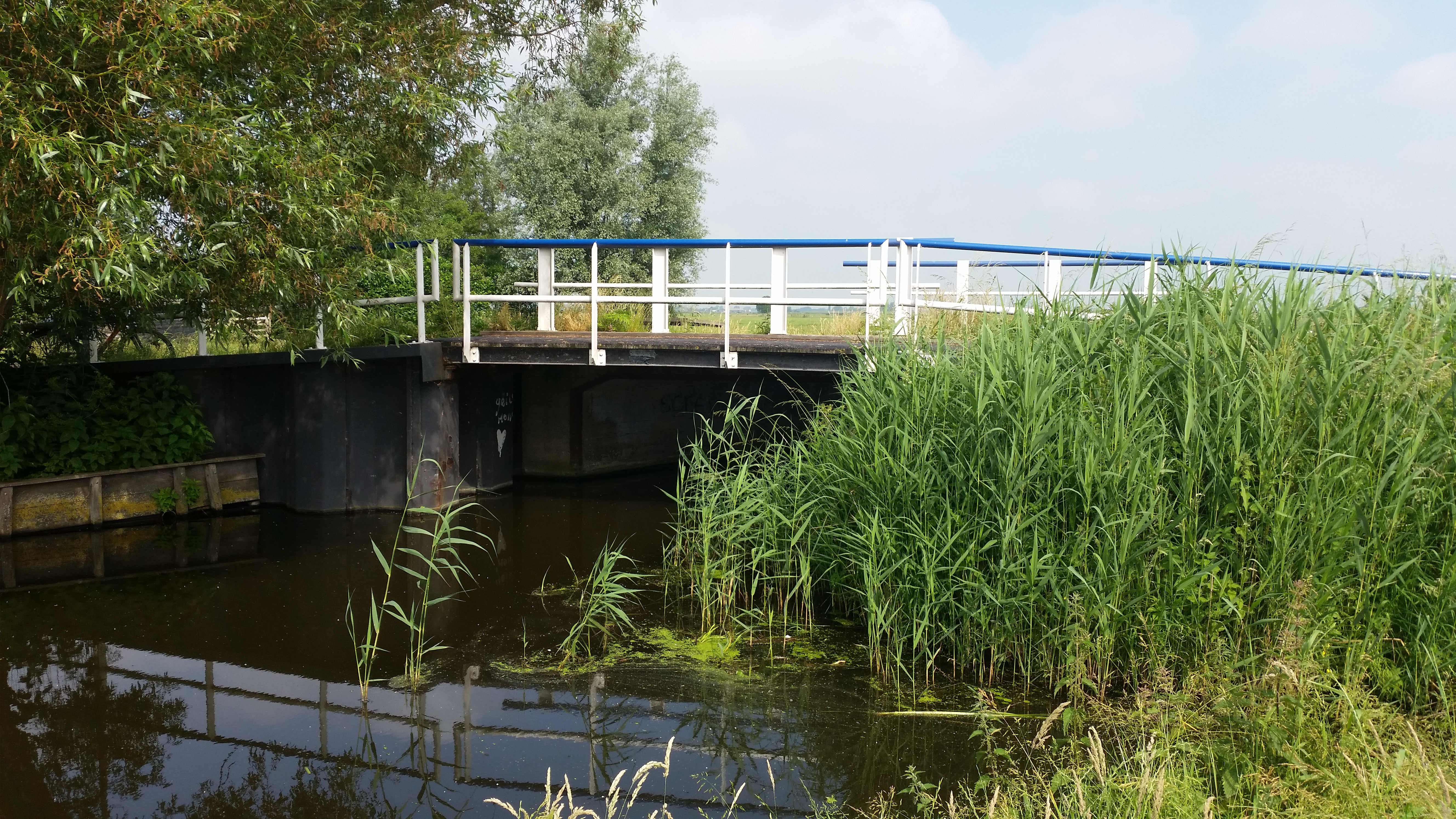
De verschillende funderingen van de bruggen (juni 2018)

<<< · 300 · 301 · 302 · 303 · 304 · 305 · 306 · 307 · 308 · 309 · 310 · 311 · 312 · 313 · 314 · 315 · 316 · 317 · 318 · 320 · 321 · 322 · 323 · 324 · 325 · 327 · 328 · 330 · 331 · 332 · 333 · 334 · 335 · 336 · 337 · 338 · 339 · 340 · 341 · 342 · 343 · 344 · 345 · 346 · 347 · 348 · 349 · 350 · 351 · 352 · 353 · 354 · 355 · 356 · 357 · 358 · 359 · 360 · 361 · 362 · 363 · 364 · 365 · 366 · 367 · 368 · 371 · 372 · 373 · 374 · 375 · 376 · 377 · 378 · 379 · 380 · 381 · 382 · 383 · 385 · 386 · 387 · 388 · 389 · 390 · 391 · 392 · 393 · 394 · 395 · 396 · 397 · 398 · 399 · >>>
Brugnummers 319, 326, 329 (tijdelijke duiker in de Ringspoordijk), 369, 370, 384 zijn niet (meer) vergeven.